# Kumanovo
Kumanovo (macedón nyelven: Куманово) Észak-Macedónia harmadik legnagyobb városa, az azonos nevű község székhelye. A második legnagyobb népességű község Szkopje után.

## Fekvése
Kumanovo Észak-Macedónia északkeleti részén található, a főváros, Szkopje közelében, 340 méter tengerszint feletti magasságban fekvő település.

## Történelem

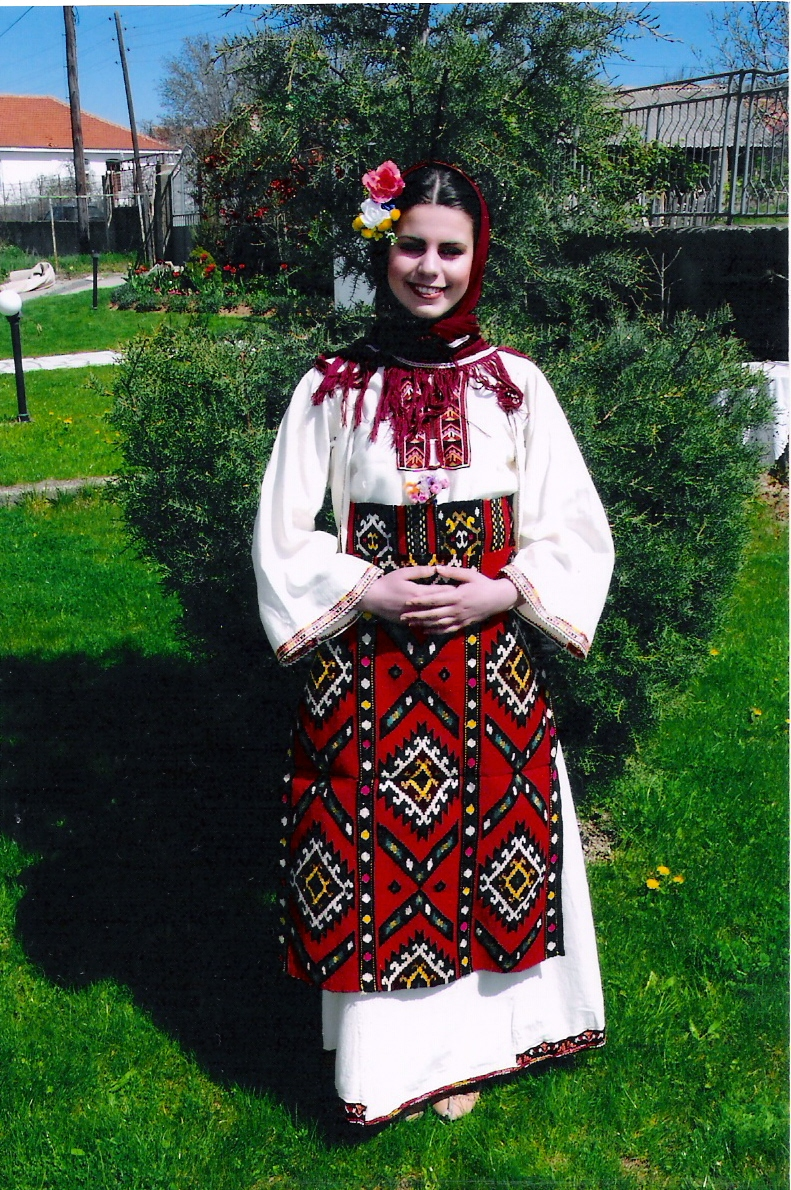
Kumanovói népviselet

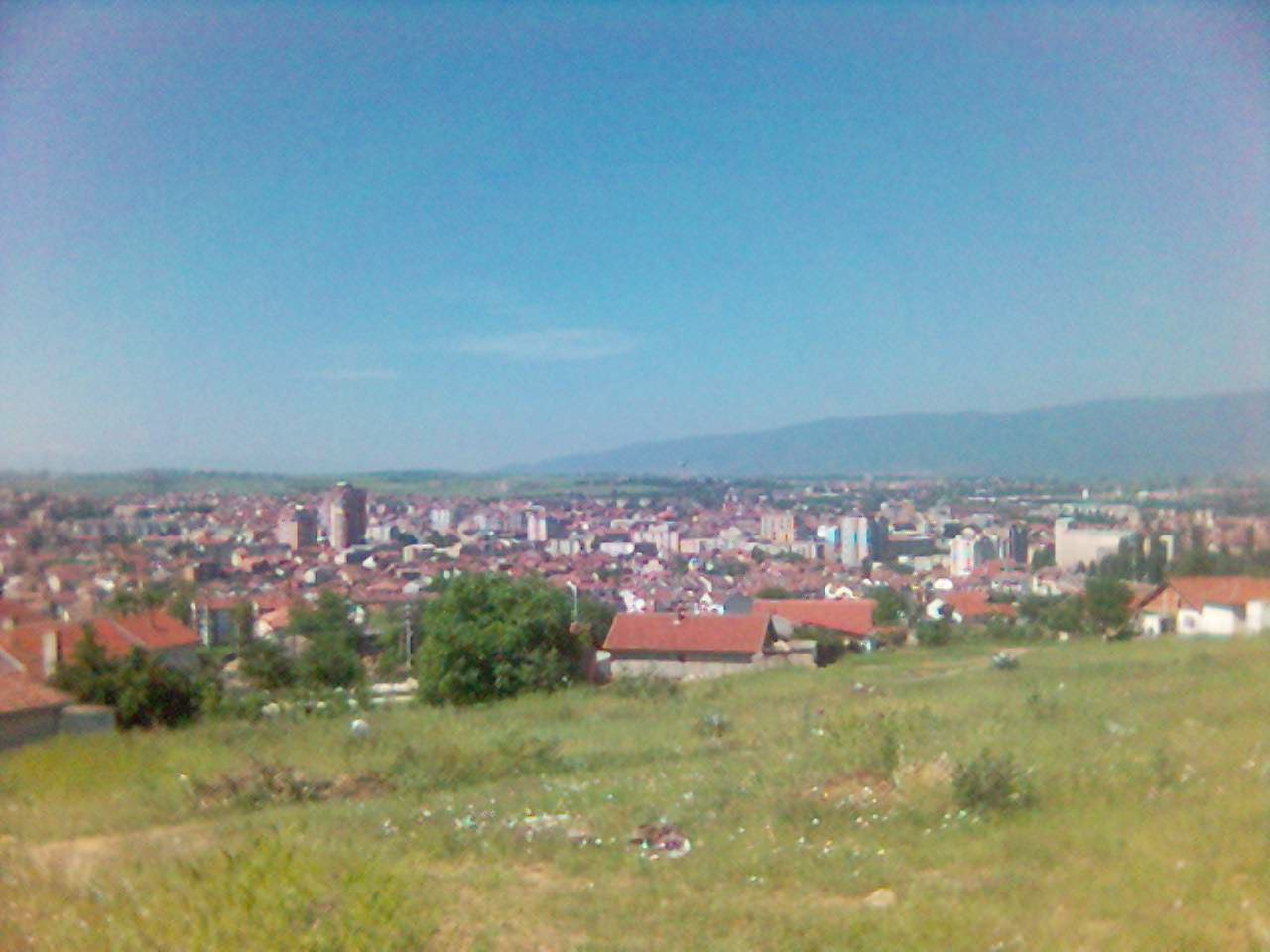
Kumanovo látképe 2006-ban

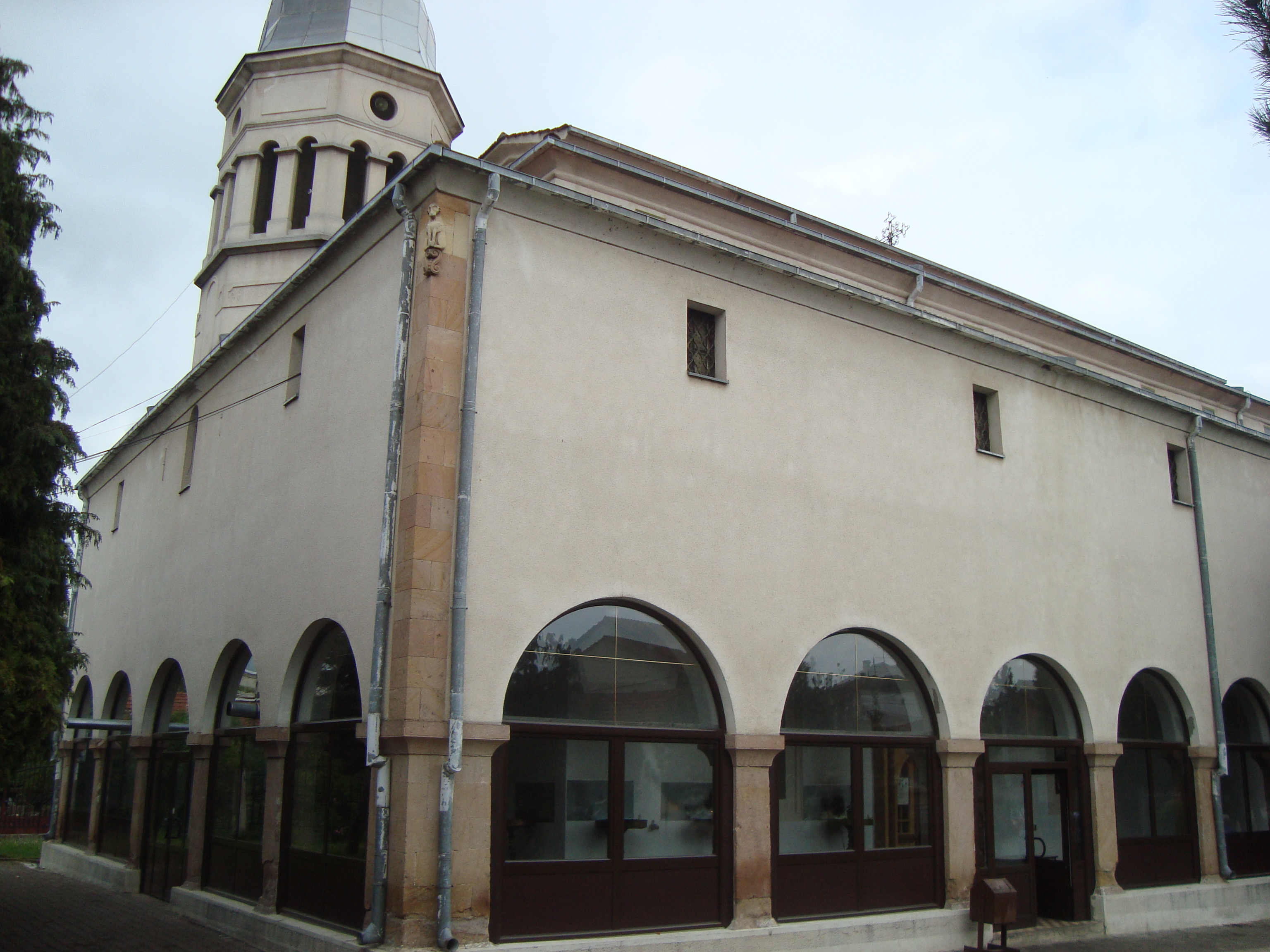
Szent Miklós-templom

A környék már az őskorban is lakott volt. A környéken számos őskori település nyomai fellelhetők, közöttük Kosztoperska Karpa, Gradiste falu közelében a bronzkori Pelince, Mlado Nagoricsanében neolitikum kori, Grobljében a vaskori tumulus és Klecsovce faluban a római Vicianus település nyomai.
A kumanovói régió területét a 14. században említette először írásos anyag.
A város első említése a 17. századból való, 1660-1661-ben Evlija Cselebi leírásában volt említve.
A várost súlyosan érintette az albán kisebbség és a macedón kormány között zajló 2001-es háború.

## Népesség
| Lakosok száma | 20 242 | 23 339 | 30 762 | 46 363 | 60 842 | 52 204 | 65 233 | 70 842 | 75 051 |
|               | 1948   | 1953   | 1961   | 1971   | 1981   | 1991   | 1994   | 2002   | 2021   |

- 2002-ben Kumanovo városának 70 842 lakosa volt, akik közül 42 840 macedón (60,5%), 18 277 albán (25,8%), 4727 szerb (6,7%), 4042 cigány (5,7%), 256 török, 108 vlach, 14 bosnyák és 578 egyéb.
- 2002-ben Kumanovo községnek 105 484 lakosa volt, akik közül 63 746 macedón (60,4%), 27 290 albán (25,9%), 9062 szerb (8,6%), 4256 cigány, 292 török és 838 egyéb.

## Nevének eredete
A Kumanovo név a kunok nyugati kipcsak ágából ered, a törzs a 12. század elején szállta meg a területet.

## Gazdasága
A városban fémfeldolgozó, dohány-, cipő- és textilipar található. A mezőgazdaság és a kereskedelem nagyrészt a 19. században fejlődött ki, de a város mai, modern formája a második világháborút követően alakult ki.

## Infrastruktúra
Szkopjét Kumanovón keresztül köti össze vasút Szerbiával. Szkopjéből 40 kilométer autópálya vezet ide, a város közelében van a határátkelő Szerbiába. A szkopjei Nagy Sándor repülőtér 20 km-re délre található Kumanovótól.

## Nevezetességek

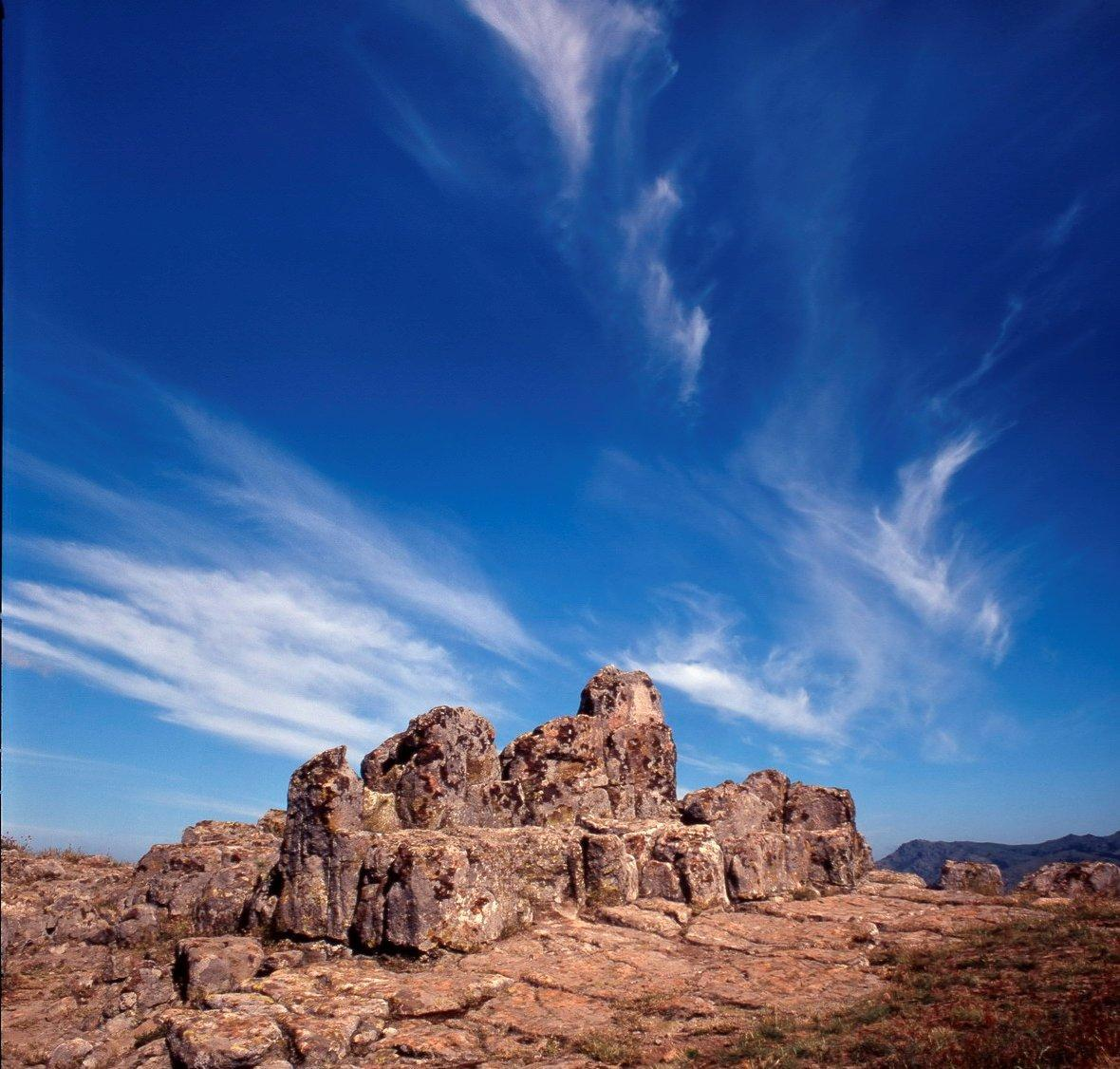
Kokino 4000 éves megalit obszervatóriumának maradványai

Kumanovóban számos műemlék található, melynek eredete a történelem előtti időszakokra nyúlik vissza. A legfontosabbak ezek közül: Gradiste bronzkori, valamint Mlado Nagoricsane neolit kori leletei és Lopate római nekropolisza.
- Kokino – Kumanovo közelében található 4000 éves megalitikus csillagászati obszervatórium.
- Gjorgjija bácsi szobra – a város központjában található.
- Szent Miklós templom – a város legrégebbi és legnagyobb temploma, benne 13. századból való ikonokkal. Építésze Andreja Damjanov macedón reneszánsz építész.
- Szentháromság-templom – 1902-ben épült
- Szent György-templom
- Eski-mecset – épült 1751-ben.

## Kulturális szervezetek
- KUD "Pancse Pesev" – Észak-Macedónia legrégebbi folklóregyüttese. Számos nemzetközi folklórfesztiválon képviselte Kumanovót és Macedóniát, többek között Szerbiában, Montenegróban, Bulgáriában, Törökországban, Horvátországban, Romániában, Magyarországon, Lengyelországban, Franciaországban.
- A városban található a Tane Georgievszki Könyvtár, múzeum és színház, itt található a Trajko Prokopiev Kulturális Központ is.
- Kumanovo különlegessége a dzsesszfesztivál, amelyre a világ minden tájáról érkeznek zenekarok: 2002-ben a macedón Foltin zenekar és Dragan Dautovski Quartet mellett Horvátország, Magyarország, Hollandia, Szlovénia, Szerbia és Montenegró is részt vett a fesztiválon, 2005-ben pedig Hollandia és Norvégia is.

Minden évben megrendezik Kumanovóban a macedón Kulturális Minisztérium által támogatott "Days of Comedy" fesztivált is.

## A községhez tartozó települések
- Kumanovo
- Agino Szelo,
- Bedinye,
- Beljakovce,
- Biljanovce,
- Brzak,
- Vakiv,
- Vince (Kumanovo),
- Gabres,
- Gorno Konyare,
- Gradiste (Kumanovo),
- Dlga,
- Dobrosane,
- Dovezence,
- Dolno Konyare,
- Zsivinye,
- Zubovce (Kumanovo),
- Jacsince,
- Karabicsane,
- Karpos (Kumanovo),
- Klecsovce,
- Kokosinye,
- Kolicko,
- Koszmatac,
- Kutlibeg,
- Kucskarevo,
- Ksanye,
- Lopate (Kumanovo),
- Ljubodrag,
- Murgas (Kumanovo),
- Novo Szelo (Kumanovo),
- Novoszelyane,
- Orasac (Kumanovo),
- Pezovo,
- Proevce,
- Pcsinya (Kumanovo),
- Rezsanovce,
- Recsica (Kumanovo),
- Romanovce,
- Szkacskovce,
- Szopot (Kumanovo),
- Sztudena Bara,
- Szusevo (Kumanovo),
- Tabanovce,
- Tromegya (Kumanovo),
- Umin Dol,
- Cserkezi (Kumanovo),
- Csetirce,
- Suplji Kamen